# Agnello sambucano
L'agnello sambucano (o pecora sambucana), anche detto demontino, è una razza ovina d'origine italiana, allevata quasi esclusivamente nella valle Stura, in provincia di Cuneo, massimamente tra i comuni di Sambuco (da cui prende il nome), Pietraporzio, Vinadio, Aisone, Demonte (da cui il nome alternativo), Moiola e Roccasparvera.
Rientra tra i presidi di Slow Food e tra i prodotti agroalimentari tradizionali italiani.

## Notizie generali
La razza sambucana ha avuto origine in Valle Stura, nell'odierna provincia di Cuneo, nel XVIII secolo. 
È una pecora particolarmente adatta ai pascoli d'alta quota: di taglia medio-grande, con una groppa larga e muscolosa e arti corti e solidi. La testa è priva di corna e di lana, con orecchie pendule sporgenti. La lana, color bianco paglierino (salvi alcuni esemplari, che presentano vello nero e una macchia candida a forma di stella sul capo), si fa più rada al di sotto di ventre e collo. La coda si presenta sottile e lanosa, arrivando fino ai garretti. Le fibre muscolari sono sviluppate e compatte.
La sambucana è destinata essenzialmente all'uso alimentare: la macellazione degli agnelli avviene in genere tra il 45º e il 60º giorno di vita, quando le bestie hanno un peso compreso tra i 18 e i 25 chilogrammi. La maggior produzione cade nel periodo natalizio; esiste poi la tradizione di consumare, a partire dalla fine di ottobre, l'agnellone (tardun in dialetto cuneese) nato alla fine della primavera e alimentato per tutta l'estate con il latte materno e l'erba degli alpeggi.
La lana può essere impiegata nell'industria tessile; vi sono però degli allevatori che lamentano una carenza di domanda in tal senso, fatto che li obbliga a smaltire il tosato come rifiuto. Il latte può inoltre essere impiegato ad uso caseario, ad esempio nella produzione della Toumo, una sorta di Toma ovina.
Negli anni 1980 la razza sambucana è stata segnalata dalla FAO come "vulnerabile"; nel 1985, in valle, si contavano appena 80 capi. Causa principale del suo declino era l'abitudine di effettuare incroci con arieti di altre razze, che creavano agnelli meno redditizi quanto a carne e meno "versatili" in termini di adattabilità ambientale.
Col finire del suddetto decennio ha avuto inizio una progressiva rinascita e riscoperta della sambucana, con la nascita di un apposito consorzio di tutela (L'Escaroun, fondato nel 1988), che nel 1991 ha impiantato un centro di selezione degli arieti a Pietraporzio, e ha poi ottenuto di annoverare la sambucana tra i prodotti agroalimentari tradizionali della Regione Piemonte, mediante il marchio di qualità "agnello sambucano garantito". Al terzo millennio in Valle Stura vi sono 5.000 pecore e la natalità annua è di 10.000 agnelli. L'allevamento è perlopiù gestito da piccole aziende agricole: i capi trascorrono l'estate al pascolo e il resto dell'anno ricoverati in stalla, ove vengono alimentati con fieno secco. Ai sensi dei disciplinari, l'alimentazione dev'essere del tutto naturale.

## Dati gastronomici
La carne dell'agnello sambucano è compatta e delicatamente saporita, povera di grassi e ricca di proteine; a differenza di altre carni ovine, presenta inoltre una fragranza meno "selvatica". La particolare sottigliezza dell'apparato scheletrico e l'assenza di marezzature grasse nel tessuto muscolare, caratteristiche tipiche di queste bestie, agevolano l'elevata redditività della loro macellazione. Il consumo avviene sia sotto forma di carne grezza che di salumi.